# Køn
Køn er en biologisk definition bestemt af kromosomtal. I moderne tid betragtes køn ofte også som et mere komplekst begreb, da det ofte bruges til at inddele individer i kategorier baseret på deres reproduktionssystem. Ved kønnet formering taler man om at individer fra forskellige kategorier kan formere sig ved at kombinere dele af deres arvemateriale til nye individer. Det er forskelligt fra art til art hvor mange køn man taler om. Hunkøn er defineret som det køn, som producerer de største gameter (kønsceller). Hos nogle arter kan kønnet skiftes i løbet af individets livscyklus.

## Køn i planter og svampe
De fleste blomsterplanter er tvekønnede, dvs. at det samme individ både producerer hankønnede (små) og hunkønnede (store) kønsceller, oftest i de samme blomster. Andre planter er tvekønnede, men med enkønnede blomster (enbo), eller helt enkønnede (tvebo), eller har forskellige kombinationer heraf (flerbo). Andre planter bruger normalt kun ukønnet formering.
Svampe og nogle andre organismer har ikke køn, men parringstyper. De formerer sig ved bidrag fra to individer med forskellige typer.

## Køn i dyr
Flere arter, for eksempel regnorme, bier og gekkoer, kan både formere sig kønnet og ukønnet. Hos de årevingede insekter, som omfatter bierne, kan dronningen (dvs. en fuldt udviklet hun) lægge både befrugtede og ubefrugtede æg. De befrugtede æg bliver til hunner (arbejdere eller dronninger afhængigt af fodringen i larve-stadiet). De ubefrugtede æg, med kun det halve antal kromosomer, bliver til droner (hanner). Hos andre arter, for eksempel regnorme, er alle individer hermafroditter hvilket vil sige at det samme individ både har han- og hunlige kønsorganer.
Hos pattedyr, fugle og andre arter afgøres kønnet af særlige kønskromosomer, kaldet X og Y hos pattedyr, og Z og W hos fugle. Hanpattedyr har normalt ét X- og ét Y-kromosom, mens hunnerne normalt har to X-kromosomer. Alle individer har således mindst ét X-kromosom. Y-kromosomet er almindeligvis kortere end X-kromosomet som det danner par med, og hos flere arter mangler det helt. Det er modsat hos fugle hvor hannerne har to Z-kromosomer, og hunnerne ét Z- og ét W-kromosom.
Hos nogle arter, bl.a. krokodiller og mange insekter, kan kønnet afgøres af miljøfaktorer som for eksempel temperatur. Visse arter, bl.a. nogle fisk, kan ændre køn mens de lever; dette kaldes sekventiel hermafroditisme.

## Køn i mennesker
Hos mennesker er køn en mere kompleks størrelse, hvor biologi, psykologi og det sociale spiller sammen. Man kan beskrive det som at kønnet har flere aspekter: biologisk køn (kromosomer, hormoner mv.), oplevet køn (hvordan man føler og opfatter sig selv) og udtrykt køn (hvad man viser over for omverdenen i påklædning, væremåde mv.). Dertil kommer hvordan omverden tolker ens køn og de juridiske implikationer af forskellige køn. Uoverensstemmelse mellem et menneskes biologiske køn og oplevede køn dækkes under begrebet transkønnethed.

### Biologisk køn
Forståelsen af biologisk køn har ændret sig mange gange igennem historien og afhænger af hvilken del af verden man befinder sig i. I den lægevidenskabelige forståelse var køn oprindeligt baseret på anatomi, og forståelsen har ændret sig i takt med øget viden om de forskellige kønstegn (kromosomal basis for køn, gonader, kønsorganer, hormonprofil og -sensitivitet og sekundære kønskarakteristika).
De fleste steder arbejder man med overklassifikationerne "hankøn" og "hunkøn" til at beskrive undergrupperne, men debatten om hvordan man skal klassificere de, der falder uden om de traditionelle forståelser af "hankøn" og "hunkøn" er blusset op de seneste år. I mange år har lægevidenskaben klassificeret tvetydige kønstegn som en sygdom eller et handicap, der skulle korrigeres med operation eller hormonterapi. Men en forståelse af tvetydige kønstegn som en normalvariant er ved at vinde indpas på baggrund af aktivisme fra folk, der har oplevet sundhedsvæsnets behandling af deres tvetydige kønstegn som traumatiserende, og foretrækker betegnelsen interkønnet fremfor de medicinske termer. Australien, Tyskland og flere amerikanske stater udsteder fødselsattester med en tredje kategori til interkønnede børn.